# جنگل کامبالاش
جنگل کامبالاش (به اسپانیایی: Bosque estatal de Cambalache) ذخیره‌گاه طبیعی و یکی از ۲۰ جنگل ایالتی در قلمرو پورتوریکو است که در آرسیبو و بارسلونتا واقع شده است.